# 南宁道
南宁道，中华民国初期设置的道。
1914年6月邕南道改置南宁道，属广西省。治邕宁县（今广西南宁市）。辖区约当今广西壮族自治区都安、大化（东部）、平果（东部）、隆安、扶绥、上思等县以东，马山、上林、宾阳、横县等以西，十万大山、钦江以北地区。1928年废。